# Rinoceronte-negro
O rinoceronte-negro (nome científico: Diceros bicornis) é uma espécie de rinoceronte, nativa do leste, sul e centro da África, incluindo o Quênia, Tanzânia, Camarões, África do Sul, Namíbia, Zimbábue e Angola. Embora referido como "negro", sua cor varia do marrom ao cinza.
O outro rinoceronte africano é o rinoceronte-branco (Ceratotherium simum). A palavra "branco" no nome é frequentemente dita como um erro na tradução da palavra africâner wyd, que significa largo, referindo-se ao lábio superior em forma de quadrado, em oposição ao lábio pontudo do rinoceronte-negro.
A espécie é classificada como criticamente em perigo, mas três subespécies já foram declaradas extintas, como declarado pela IUCN em 2011. Atualmente, existem cerca de 5.000 exemplares dessa espécie de rinoceronte por toda a África.

## Taxonomia
A espécie foi nomeada primeiramente como Rhinoceros bicornis por Carolus Linnaeus (Lineu) na décima edição do Systema naturae em 1758. O nome significa "rinoceronte de dois cornos". Há alguma confusão sobre porque Lineu deu esse nome a essa espécie, dado que sua nomeação se aseou em um crânio de rinoceronte-indiano (Rhinoceros unicornis), com um segundo corno adicionado artificialmente pelo coletor. Tal crânio fez com que Lineu mencionasse a origem da espécie como a Índia. Entretanto, ele também se refere a rinocerontes de dois chifres na África e o nome passou a se referir a todas as duas espécies de rinocerontes africanos (o rinoceronte-branco só foi reconhecido em 1812). Em 1911 foi oficialmente considerada a localidade tipo como o Cabo da Boa Esperança.

### Subespécies
A variação intraespecífica no rinoceronte-negro tem sido discutida por vários autores e não está totalmente resolvida. O mais aceito arranjo considera a existência de sete ou oito subespécies, sendo que três já foram extintas em tempos históricos e uma está à beira da extinção:
- Diceros bicornis bicornis – Extinto. Já foi abundante do Cabo da Boa Esperança até Transvaal, África do Sul e provavelmente sul da Namíbia e era a maior subespécie. Tornou-se extinta devido à caça excessiva e destruição do habita por volta de 1850.[13]
- Diceros bicornis brucii – Extinto. Originalmente centro do Sudão, Eritreia, norte e sudeste da Etiópia, Djibouti e norte e sudeste da Somália. Populações relictuais do norte da Somália foram extintas no início do século XX.R
- Diceros bicornis chobiensis – Subespécie restrita ao Rio Cuando no sudeste de Angola, Namíbia (Faixa de Caprivi) e norte de Botswana. Quase extinto, possivelmente um indivíduo em Botswana.[12]
- Diceros bicronis ladoensis – Distribuição original desde o sul do Sudão, por Uganda até o oeste do Quênia e sudoeste da Etiópia. Considerado extinto em grande parte de sua distruibuição, provavelmente ainda ocorre em áreas protegidas do Quênia.
- Rinoceronte negro ocidental (Diceros bicornis longipes) – Extinto. Já ocorreu no sul do Sudão, norte da República Centro-Africana, sul do Chade, norte dos Camarões, nordeste da Nigéria e sudeste do Níger. Não foi confirmada sua presença em Burkina Faso e Libéria, mas existem nomes nativos para a espécie.[4] Uma ampla distribuição ao longo da África Ocidental como proposto[14] foi contestado em um estudo de 2004.[4] O último indivíduo selvagem viveu nos Camarões. Em 2006 estudos tentando encontrar a espécie na região dos Camarões falharam em localizá-los levando a considerá-lo extinto na natureza.[15][16] Em 10 de novembro de 2011 a IUCN declarou essa subespécie como extinta.[15][17]
- Diceros bicornis michaeli – Já ocorreu do sul do Sudão, Etiópia, Quênia e centro-norte da Tanzânia. Atualmente ocorre apenas na Tanzânia.
- Diceros bicornis minor – A espécie com maior distribuição geográfica, caracterizada por um corpo compacto, com uma cabeça proporcionalmente grande. Ocorria desde o nordeste da África do Sul (KwaZulu-Natal) até o nordeste da Tanzânia e sudeste do Quênia. Protegido em muitas reservas, mas provavelmente extinto do leste de Angola, sul da República Democrática do Congo e possivelmente Moçambique. Extinto mas reintroduzido em Malawi, Botswana, e Zâmbia.
- Rinoceronte negro sulocidental (Diceros bicornis occidentalis) – Uma subespécie pequena, adaptada a viver em áreas desérticas e semi-desérticas. Originalmente ocorria no noroeste da Namíbia e sudoeste de Angola, estando restrita a reservas na Namíbia, com alguns avistamentos esporádicos em Angola. Essas populações são referidas erroneamente como D. b. bicornis ou D. b. minor mas podem ser consideradas uma subespécie válida.[12]

O mais utilizado arranjo alternativo de subespécie considera a ocorrência de cinco subespécies: D. b. bicornis, D. b. brucii, D. b. longipes, D. b. michaeli, e D. b. minor. este arranjo foi adotado pela IUCN, listando três subespécies iventes e reconhecendo D. b. brucii e D. b. longipes como extintas. A mais importante diferença entre os dois arranjos é incluir as subespécies das Namíbia em D. b. bicornis, onde a subespécie nominal é considerada extinta.